# Hiyr
El Hiyr, también conocido como Hijr-Ismail (en árabe: حجر إسماعيل) o Hatim, es un muro bajo que originalmente formaba parte de la Kaaba. Se trata de un muro semicircular situado frente al muro noroeste de la Kaaba, conocido como hatīm, pero no conectado a él. Mide 1,33 m de alto y 0,90 m de ancho. y es de mármol blanco. Antiguamente, el espacio entre el hatīm y la Kaaba pertenecía a esta última, por lo que no se entra en él durante el tawaf. Los peregrinos no caminan por la zona entre este muro y la Kaaba.

## Historia
El hyr es una zona en forma de media luna inmediatamente adyacente a la Kaaba. Parte de ella también se conoce como "Hijr Ismail", ya que fue el lugar donde Ibrahim construyó un refugio para Ismail y su madre Agar.
Al abuelo de Mahoma, Abd al-Muttálib, le encantaba estar cerca de la Kaaba y a veces ordenaba que le tendieran un sofá en este espacio. Una noche, mientras dormía allí, una figura sombría se le apareció en una visión y le indicó dónde encontraría el pozo de Zamzam, que había permanecido enterrado desde la época de la tribu jurhum.
Cuando Mahoma tenía 35 años, una devastadora inundación dañó la Kaaba y, como ya había quedado debilitada por un incendio anterior, corría peligro de derrumbarse
Al ver que su lugar de culto estaba amenazado, los Quraysh decidieron reconstruir la Kaaba. Decidieron no empañar el proyecto con recursos obtenidos mediante usura (intereses) y de fuentes no halal. Se enteraron de que un barco romano había naufragado en un puerto cercano y un contingente fue a comprar la madera del barco. También contrataron a un carpintero, llamado Baqoom, que había sido uno de los pasajeros del barco, para que viniera a reconstruir los muros. La construcción comenzó con la asignación de tareas específicas a cada tribu. 
Los nobles llevaban trozos de piedra y los apilaban en un lugar. Mahoma y su tío Abbas estaban entre los que llevaban piedras. Sin embargo, las tribus no pudieron reunir suficiente dinero para reconstruir la Kaaba por completo, así que se construyó un pequeño muro que mostraba los límites de los cimientos originales colocados por Ibrahim. Este pequeño muro rodeaba una zona del lado norte de la Kaaba.
Hay un desagüe que canaliza el agua desde el techo de la Kaaba hasta la zona del Hateem. Fue construida por primera vez por los Quraysh y se conoce como "Meezab-e-Rahmah" (la salida de agua de la misericordia).